# Canelli
Canelli (en français : Canelles) est une commune de la province d'Asti dans le Piémont en Italie.

## Économie
L'économie de Canelli est essentiellement basée sur la production de vins effervescents du type spumante. Les grands producteurs de la région sont : Gancia, Bosca, Tosti-Giovanni Bosca, Bocchino, Contratto et Coppo. 
Les cépages les plus utilisés sont :
- Moscato
- Barbera
- Dolcetto
- Cortese
- Chardonnay

Les principales appellations de la commune sont : 
- Asti
- Moscato d'Asti
- Barbera d'Asti
- Dolcetto d'Asti
- Cortese dell'Alto Monferrato
- Freisa d'Asti

## Culture
Les manifestations culturelles de la ville sont :
- Foire de San Martino et Foire régionale du Tartufo (second dimanche de novembre) ;
- Canelli - Ville du vin (quatre week-end en septembre), kermesse gastronomique ;
- Le siège de Canelli - année 1613 (troisième week-end de juin), évocation historique en costume.

## Administration
| Période                                  | Période  | Identité         | Étiquette | Qualité |
| ---------------------------------------- | -------- | ---------------- | --------- | ------- |
| 14 juin 2004                             | En cours | Piergiuseppe Dus |           |         |
| Les données manquantes sont à compléter. |          |                  |           |         |

### Communes limitrophes
Bubbio, Calamandrana, Calosso, Cassinasco, Loazzolo, Moasca, San Marzano Oliveto, Santo Stefano Belbo

### Jumelage
- Mezőtúr (Hongrie)

## Personnalités liées
- Domenico Valinotti (1889-1962)